# Aïssa Mandi
Aïssa Mandi (en arabe : عيسى ماندي), né le 22 octobre 1991 à Châlons-en-Champagne, est un footballeur international algérien qui évolue au poste de défenseur central au LOSC Lille.

## Biographie

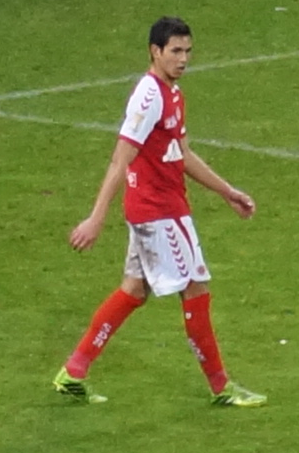
Mandi sous le maillot de Stade de Reims en 2013.

### Carrière en club
Né le 22 octobre 1991 à Châlons-en-Champagne de parents algériens, originaires d'Oran, Aïssa Mandi arrive au Stade de Reims à l'âge de 8 ans. Il débute avec l'équipe réserve le 4 avril 2009 et termine la saison avec cinq apparitions. Après l'obtention de son baccalauréat général section économique et social, il intègre entièrement l'équipe du Stade de Reims.
Lors de la saison 2009-2010, il s'affirme comme un cadre (22 matchs) de l'équipe réserve dont il devient le capitaine. Il fait sa première apparition avec l'équipe fanion le 13 octobre 2009 sur le terrain de Louhans-Cuiseaux lors de la 13e journée de National en entrant en jeu à la 93e minute. C'est sa seule apparition avec l'équipe première de la saison.
Aïssa Mandi participe à la préparation de la saison 2010-2011 et joue ses premières minutes en Ligue 2 le 20 août 2010 sur le terrain du Havre AC, mais il joue la majeure partie du temps en réserve avant de disputer en fin de saison les cinq derniers matchs de l'équipe dont les quatre derniers en tant que titulaire. Il totalise 10 matchs dont 8 en championnat de L2.
En 2011-2012, il devient un titulaire à part entière et dispute 28 matchs toutes compétitions confondues. Il effectue sa première passe décisive en championnat pour Cédric Fauré le 9 septembre 2011 face à l'En avant Guingamp et son premier but professionnel le 20 janvier 2012 face à Arles-Avignon quelques minutes après son entrée en jeu. Durant cette saison, des rumeurs courent quant à une éventuelle sélection avec l'Algérie.
Le 29 juin 2016, après la descente de Reims en Ligue 2, il rejoint le Real Betis pour quatre ans et contre 4 millions d'euros.
Lors de la saison 2017-2018, il débute titulaire 34 des 38 journées de championnat qui voit le club se hisser à la sixième place et décrocher une qualification pour la phase de groupes de la Ligue Europa. Il dispute ainsi ses premières confrontations européennes lors de l'exercice 2018-2019. Titulaire lors des seizièmes de finale, il ne peut empêcher l'élimination des siens face au stade rennais (3-3, défaite 1-3). Élément incontournable de la défense du Betis, il porte à six reprises le brassard de capitaine en championnat lors de la saison 2020-2021.
En fin de contrat au Real Betis, Aïssa Mandi s'engage à Villarreal CF où il signe un contrat de quatre ans.
Le 1ᵉʳ aout 2024, Aïssa Mandi s'engage au LOSC Lille pour une durée de 2 ans.

### En sélection
En novembre 2013, il est appelé pour la première fois en équipe d'Algérie par le sélectionneur national Vahid Halilhodžić, pour affronter l'équipe du Burkina Faso, dans le cadre du match retour des
éliminatoires de la Coupe du monde 2014 qui a lieu le 19 novembre 2013, dans l'enceinte du Stade Mustapha Tchaker à Blida, en Algérie.
Il dispute son premier match en tant que titulaire contre la Slovénie en amical le 5 mars 2014 au Stade Mustapha Tchaker, où il fournit une prestation honorable, Il est dans l'effectif qui participe à la Coupe du monde 2014, Mandi rate le match d'ouverture, mais dispute régulièrement le reste des matches sur le côté droit de la défense, notamment le Huitième de final contre l'Allemagne. L'année suivante, il participe à la Coupe d'Afrique des nations 2015.
La veille de la Coupe d'Afrique des nations 2017, Georges Leekens nomme son Aïssa Mandi capitaine de l'équipe d'Algérie lors de cette compétition, l'Algérie est éliminée dès le premier tour en collectant seulement 2 points. Il participe activement à la prestation médiocre de son équipe, en ouvrant le score contre son camp lors du match contre la Tunisie pour une défaite finale 1 but à 2.
Avec les résultats faibles de l'équipe nationale après l'exploit en coupe du monde 2014, en tant qu'un titulaire permanent dans la défense centrale, il subit de sévères critiques pour son rendement défensif jugé peu convaincant par rapport à ses prestations excellentes en club. 
En juin 2019, il fait partie des joueurs sélectionnés par Djamel Belmadi pour participer à la Coupe d'Afrique des nations 2019. L'Algérie remporte la finale contre le Sénégal (0-1). En janvier 2022, Il fait partie des joueurs sélectionnés pour participer à la Coupe d'Afrique des nations 2021 où L'Algérie sort dès le premier tour. Le 29 décembre 2023, il est retenu dans la liste des vingt-sept joueurs algériens sélectionnés par Djamel Belmadi pour disputer la Coupe d'Afrique des nations 2023.

## Statistiques

### En club
| Saison                | Club                  | Championnat           | Championnat | Championnat | Championnat | Coupe(s) nationale(s) | Coupe(s) nationale(s) | Coupe(s) nationale(s) | Compétition(s) continentale(s) | Compétition(s) continentale(s) | Compétition(s) continentale(s) | Compétition(s) continentale(s) | Supercoupe UEFA | Supercoupe UEFA | Supercoupe UEFA | Total | Total | Total |
| Saison                | Club                  | Division              | M.          | B.          | P.d.        | M.                    | B.                    | P.d.                  | Comp.                          | M.                             | B.                             | P.d.                           | M.              | B.              | P.d.            | M.    | B.    | P.d.  |
| 2009-2010             | Stade de Reims        | National              | 1           | 0           | 0           | -                     | -                     | -                     | -                              | -                              | -                              | -                              | -               | -               | -               | 1     | 0     | 0     |
| 2010-2011             | Stade de Reims        | Ligue 2               | 8           | 0           | 0           | 2                     | 0                     | 0                     | -                              | -                              | -                              | -                              | -               | -               | -               | 10    | 0     | 0     |
| 2011-2012             | Stade de Reims        | Ligue 2               | 26          | 1           | 2           | 1                     | 0                     | 0                     | -                              | -                              | -                              | -                              | -               | -               | -               | 27    | 1     | 2     |
| 2012-2013             | Stade de Reims        | Ligue 1               | 29          | 2           | 0           | 1                     | 0                     | 0                     | -                              | -                              | -                              | -                              | -               | -               | -               | 30    | 2     | 0     |
| 2013-2014             | Stade de Reims        | Ligue 1               | 33          | 0           | 3           | 3                     | 0                     | 0                     | -                              | -                              | -                              | -                              | -               | -               | -               | 36    | 0     | 3     |
| 2014-2015             | Stade de Reims        | Ligue 1               | 32          | 6           | 1           | 1                     | 0                     | 0                     | -                              | -                              | -                              | -                              | -               | -               | -               | 33    | 6     | 1     |
| 2015-2016             | Stade de Reims        | Ligue 1               | 32          | 5           | 1           | 1                     | 0                     | 0                     | -                              | -                              | -                              | -                              | -               | -               | -               | 33    | 5     | 1     |
| Sous-total            | Sous-total            | Sous-total            | 161         | 14          | 7           | 9                     | 0                     | 0                     | -                              | -                              | -                              | -                              | -               | -               | -               | 170   | 14    | 7     |
| 2016-2017             | Real Betis            | Liga                  | 26          | 2           | 1           | 2                     | 0                     | 0                     | -                              | -                              | -                              | -                              | -               | -               | -               | 28    | 2     | 1     |
| 2017-2018             | Real Betis            | Liga                  | 34          | 1           | 0           | 1                     | 0                     | 0                     | -                              | -                              | -                              | -                              | -               | -               | -               | 35    | 1     | 0     |
| 2018-2019             | Real Betis            | Liga                  | 35          | 1           | 1           | 7                     | 1                     | 0                     | C3                             | 6                              | 0                              | 0                              | -               | -               | -               | 48    | 2     | 1     |
| 2019-2020             | Real Betis            | Liga                  | 29          | 0           | 0           | 1                     | 0                     | 0                     | -                              | -                              | -                              | -                              | -               | -               | -               | 30    | 0     | 0     |
| 2020-2021             | Real Betis            | Liga                  | 28          | 3           | 1           | 4                     | 0                     | 1                     | -                              | -                              | -                              | -                              | -               | -               | -               | 32    | 3     | 2     |
| Sous-total            | Sous-total            | Sous-total            | 152         | 7           | 3           | 15                    | 1                     | 1                     | -                              | 6                              | 0                              | 0                              | -               | -               | -               | 173   | 8     | 4     |
| 2021-2022             | Villarreal CF         | Liga                  | 17          | 1           | 0           | 2                     | 1                     | 0                     | C1                             | 2                              | 0                              | 0                              | 1               | 0               | 0               | 22    | 2     | 0     |
| 2022-2023             | Villarreal CF         | Liga                  | 21          | 0           | 0           | 4                     | 0                     | 1                     | C4                             | 10                             | 0                              | 0                              | -               | -               | -               | 35    | 0     | 1     |
| 2023-2024             | Villarreal CF         | Liga                  | 16          | 1           | 0           | 1                     | 0                     | 0                     | C3                             | 5                              | 0                              | 0                              | -               | -               | -               | 22    | 1     | 0     |
| Sous-total            | Sous-total            | Sous-total            | 54          | 2           | 0           | 7                     | 1                     | 1                     | -                              | 17                             | 0                              | 0                              | 1               | 0               | 0               | 79    | 3     | 1     |
| 2024-2025             | LOSC Lille            | Ligue 1               | 24          | 0           | 0           | 1                     | 0                     | 0                     | C1                             | 6                              | 0                              | 0                              | -               | -               | -               | 31    | 0     | 0     |
| 2025-2026             | LOSC Lille            | Ligue 1               | -           | -           | -           | -                     | -                     | -                     | C3                             | -                              | -                              | -                              | -               | -               | -               | 0     | 0     | 0     |
| Sous-total            | Sous-total            | Sous-total            | 24          | 0           | 0           | 1                     | 0                     | 0                     | -                              | 6                              | 0                              | 0                              | -               | -               | -               | 31    | 0     | 0     |
| Total sur la carrière | Total sur la carrière | Total sur la carrière | 391         | 23          | 9           | 32                    | 2                     | 2                     | -                              | 29                             | 0                              | 0                              | 1               | 0               | 0               | 453   | 25    | 11    |

### En sélection nationale
| Saison                | Sélection             | Phases finales        | Phases finales | Phases finales | Phases finales | Éliminatoires CDM | Éliminatoires CDM | Éliminatoires CDM | Éliminatoires CAN | Éliminatoires CAN | Éliminatoires CAN | Matchs amicaux | Matchs amicaux | Matchs amicaux | Total | Total | Total |
| Saison                | Sélection             | Compétition           | M              | B              | Pd             | M                 | B                 | Pd                | M                 | B                 | Pd                | M              | B              | Pd             | M     | B     | Pd    |
| --------------------- | --------------------- | --------------------- | -------------- | -------------- | -------------- | ----------------- | ----------------- | ----------------- | ----------------- | ----------------- | ----------------- | -------------- | -------------- | -------------- | ----- | ----- | ----- |
| 2013-2014             | Algérie               | Coupe du monde 2014   | 3              | 0              | 0              | 0                 | 0                 | 0                 | -                 | -                 | -                 | 2              | 0              | 0              | 5     | 0     | 0     |
| 2014-2015             | Algérie               | CAN 2015              | 4              | 0              | 0              | -                 | -                 | -                 | 6                 | 0                 | 0                 | 3              | 0              | 0              | 13    | 0     | 0     |
| 2015-2016             | Algérie               | -                     | -              | -              | -              | 2                 | 0                 | 0                 | 4                 | 1                 | 0                 | -              | -              | -              | 6     | 1     | 0     |
| 2016-2017             | Algérie               | CAN 2017              | 3              | 0              | 0              | 1                 | 0                 | 0                 | 1                 | 0                 | 0                 | 2              | 0              | 0              | 7     | 0     | 0     |
| 2017-2018             | Algérie               | -                     | -              | -              | -              | 4                 | 0                 | 0                 | -                 | -                 | -                 | 5              | 0              | 1              | 9     | 0     | 1     |
| 2018-2019             | Algérie               | CAN 2019              | 6              | 0              | 0              | -                 | -                 | -                 | 2                 | 0                 | 0                 | 3              | 0              | 0              | 11    | 0     | 0     |
| 2019-2020             | Algérie               | -                     | -              | -              | -              | -                 | -                 | -                 | 2                 | 0                 | 0                 | 2              | 0              | 0              | 4     | 0     | 0     |
| 2020-2021             | Algérie               | -                     | -              | -              | -              | -                 | -                 | -                 | 3                 | 1                 | 0                 | 4              | 0              | 0              | 7     | 1     | 0     |
| 2021-2022             | Algérie               | CAN 2021              | 3              | 0              | 1              | 8                 | 1                 | 0                 | 2                 | 1                 | 1                 | 1              | 0              | 0              | 14    | 2     | 2     |
| 2022-2023             | Algérie               | -                     | -              | -              | -              | -                 | -                 | -                 | 1                 | 0                 | 0                 | 5              | 0              | 0              | 6     | 0     | 0     |
| 2023-2024             | Algérie               | CAN 2023              | 3              | 0              | 0              | 4                 | 0                 | 0                 | 1                 | 0                 | 0                 | 7              | 1              | 0              | 15    | 1     | 0     |
| 2024-2025             | Algérie               | -                     | -              | -              | -              | 2                 | 1                 | 0                 | 6                 | 1                 | 0                 | 1              | 0              | 0              | 9     | 2     | 0     |
| Total sur la carrière | Total sur la carrière | Total sur la carrière | 22             | 0              | 1              | 21                | 2                 | 0                 | 28                | 4                 | 1                 | 35             | 1              | 1              | 106   | 7     | 3     |

### Matchs internationaux
Le tableau suivant liste les rencontres de l'équipe d'Algérie dans lesquelles Aïssa Mandi a été sélectionné depuis le 5 mars 2014 jusqu'à présent.

## Palmarès

### Palmarès en club
| Stade de Reims                     | Villarreal CF                          |
| ---------------------------------- | -------------------------------------- |
| - Ligue 2 : - Vice-champion : 2012 | - Supercoupe UEFA : - Finaliste : 2021 |

### Palmarès en sélection nationale
Avec la sélection algérienne, Aïssa Mandi remporte la Coupe d'Afrique des nations de football 2019. 
| Algérie (1)                                           |
| ----------------------------------------------------- |
| - Coupe d'Afrique des nations (1) - Vainqueur en 2019 |

## Distinctions personnelles
- Membre de l'équipe-type France Football des Africains d'Europe en 2019
- Il est le joueur le plus capé de l'histoire de l'équipe d'Algérie avec 103 sélection[21],[1]

### Divers
En novembre 2023, lors de la guerre de Gaza et à l'occasion d'un match de Ligue Europa opposant le Villarreal CF au Maccabi Haïfa FC disputé en Chypre sur un terrain neutre, Aïssa Mandi et son coéquipier Ilias Akhomach se retirent de la minute de silence d'avant-match afin de ne pas prendre part au soutien aux victimes israéliennes tuées,,. Selon le quotidien Marca, le club espagnol avait fait savoir avant la rencontre à l'UEFA et au Maccabi que sa délégation profiterait de cette minute de silence pour rendre hommage à toutes les victimes de la guerre, sans distinction,.

## Décorations
- Achir de l'ordre du Mérite national d'Algérie.

2014-2024